# Гілберт Елліот-Мюррей-Кінінмонд
 Гілберт Елліот-Мюррей-Кінінмонд  (англ. Gilbert Elliot-Murray-Kynynmound, 4th Earl of Minto; 9 липня 1845, Лондон — 1 березня 1914, Лондон)  — 4-й Граф Мінто, политик, дипломат, 8-й Генерал-губернатор Канади і 17-й Генерал-губернатор Індії.

## Вшанування пам'яті
«Кубок Мінто» щорічно присуджується команді-чемпіонові чоловічого юніорського чемпіонату Канади з лакросу.
У 1898 році дослідник і геолог Альберт Пітер Лоу назвав на честь графа озеро в Квебеку.